# Della Valle di Fasanella nella Lucania
Della Valle di Fasanella nella Lucania, Discorsi del dottor Lucido Di Stefano della terra di Aquaro nella stessa Lucania è un'opera di Lucido Di Stefano risalente al 1781, e costituisce una delle principali fonti per la ricostruzione della storia dell'area dei Monti Alburni e della valle del Calore Lucano, in provincia di Salerno.
L'opera originale si presenta come una serie di manoscritti suddivisi in 3 volumi i quali furono riuniti la prima volta soltanto alla fine dell'Ottocento dal dottor Serafino Marmo di Bellosguardo che recuperò 2 volumi presso il signor Diomede Forziati di Castelcivita e un terzo volume presso il dottor Conforti di Salerno. Una volta riuniti i 3 volumi, il dottor  Marmo ne consegnò gli originali al comune di Bellosguardo ove l'impiegato Emiddio Peduto si incaricò di ricopiarli.
I manoscritti riportano la storia del territorio denominato come Val Calore ma il titolo, in realtà, riprende l'antica denominazione che la valle descritta dall'autore aveva fino agli inizi del XIX secolo; sempre dal titolo completo originario si evince che tale territorio era collocato nella regione storica della Lucania i cui confini non coincidevano con quelli dell'odierna Basilicata, ma erano più vasti, fino a ricomprendere i territori dell'attuale Campania meridionale a sud del fiume Sele.
L'opera si presenta articolata in una serie di discorsi tematici ove l'autore affronta singolarmente un preciso argomento inerente alla Valle del Calore.
Nei primi discorsi del primo libro Di Stefano affronta in generale la storia e le caratteristiche geografiche della Lucania per poi esporre la storia di ogni singolo paese della Valle del Calore posto sulla destra del fiume risalendo il suo corso.
Nel secondo libro, continua la descrizione dei singoli paesi della valle, questa volte però l'ordine con cui vengono esposti i discorsi è diverso perché l'autore adotta un principio inverso rispetto a quello del primo libro in quanto parte dal primo paese posto sulla destra del fiume seguendo questa volta il suo corso verso il mare.
Nel terzo e ultimo libro, invece, l'autore riporta la storia delle più importanti famiglie nobiliari che sono figurate nel territorio.